# TCU Horned Frogs
I TCU Horned Frogs sono la società sportiva del Texas Christian University con sede a Fort Worth, capoluogo della contea di Tarrant nello stato del Texas, Stati Uniti d'America (fra le 20 città più popolate degli USA). Si tratta di una squadra universitaria di notevole importanza al pari degli SMU Mustangs, gli Houston Cougars, i Rice Owls, gli UTEP Miners e il North Texas Mean Green.

## Mascotte
La loro mascotte è una lucertola cornuta del Texas chiamata rana cornuta.

## Sport praticati

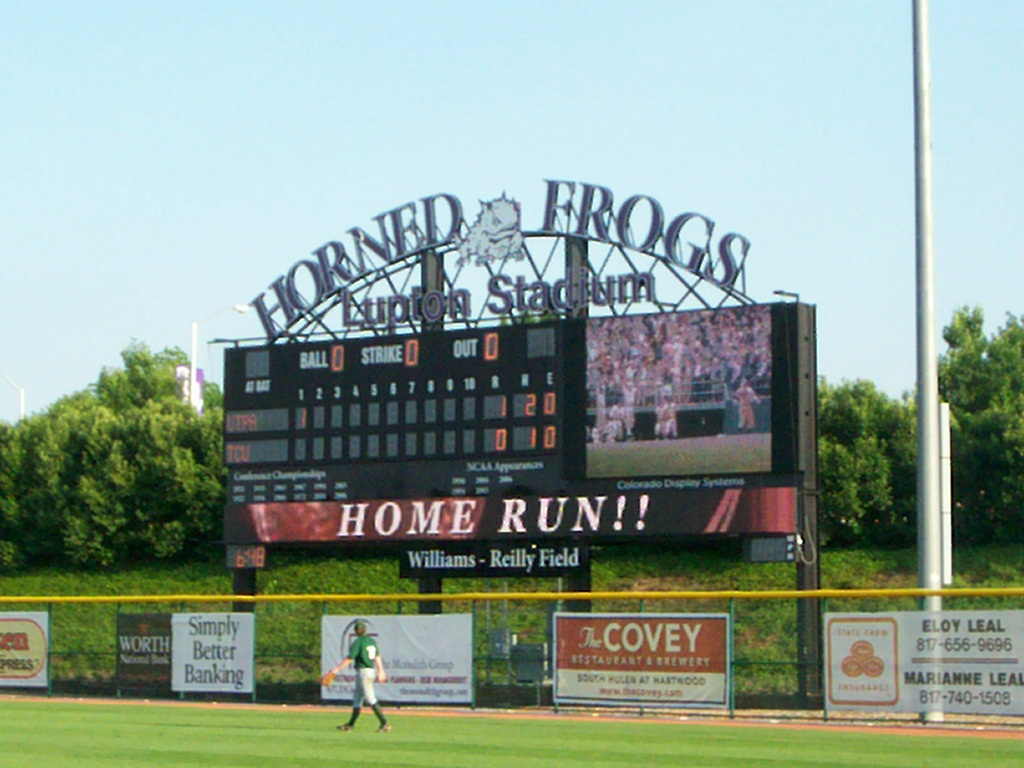
Cartellone del punteggio durante una partita di baseball

- Baseball: la prima squadra schierata dalla società fu nel 1896;
- Basket: la sezione maschile iniziò il suo percorso sportivo durante la stagione 1908-1909 e femminile nel 1977-78;
- Football americano, in cui hanno militato giocatori come LaDainian Tomlinson, Jim Swink, Jerry Hughes, Davey O'Brien e Andy Dalton;
- Pallavolo femminile
- Golf (sia maschile che femminile)
- Corsa campestre
- Equitazione femminile.
- Calcio femminile che ha militato per la prima volta nel 1986.[2]
- Tennis; nella squadra ha giocato per tre anni Cameron Norrie